# Бизель
Бизе́ль (фр. Bisel) — коммуна на северо-востоке Франции в регионе Гранд-Эст (бывший Эльзас — Шампань — Арденны — Лотарингия), департамент Верхний Рейн, округ Альткирш, кантон Альткирш. До марта 2015 года коммуна административно входила в состав упразднённого кантона Ирсенг (округ Альткирш).
Площадь коммуны — 8,1 км², население — 568 человек (2006) с тенденцией к стабилизации: 564 человека (2012), плотность населения — 69,6 чел/км².

## Население
Численность населения коммуны в 2011 году составляла 575 человек, а в 2012 году — 564 человека.
| 1962 | 1968 | 1975 | 1982 | 1990 | 1999 | 2004 | 2006 | 2009 | 2011 | 2012 |
| ---- | ---- | ---- | ---- | ---- | ---- | ---- | ---- | ---- | ---- | ---- |
| 467  | 487  | 518  | 545  | 534  | 602  | 588  | 568  | 572  | 575  | 564  |

Динамика населения:

## Экономика
В 2010 году из 368 человек трудоспособного возраста (от 15 до 64 лет) 282 были экономически активными, 86 — неактивными (показатель активности 76,6%, в 1999 году — 71,0%). Из 282 активных трудоспособных жителей работали 264 человека (144 мужчины и 120 женщин), 18 числились безработными (10 мужчин и 8 женщин). Среди 86 трудоспособных неактивных граждан 24 были учениками либо студентами, 34 — пенсионерами, а ещё 28 — были неактивны в силу других причин.
На протяжении 2011 года в коммуне числилось 224 облагаемых налогом домохозяйства, в которых проживало 574,5 человека. При этом медиана доходов составила 24680 евро на одного налогоплательщика.